# Picarvie

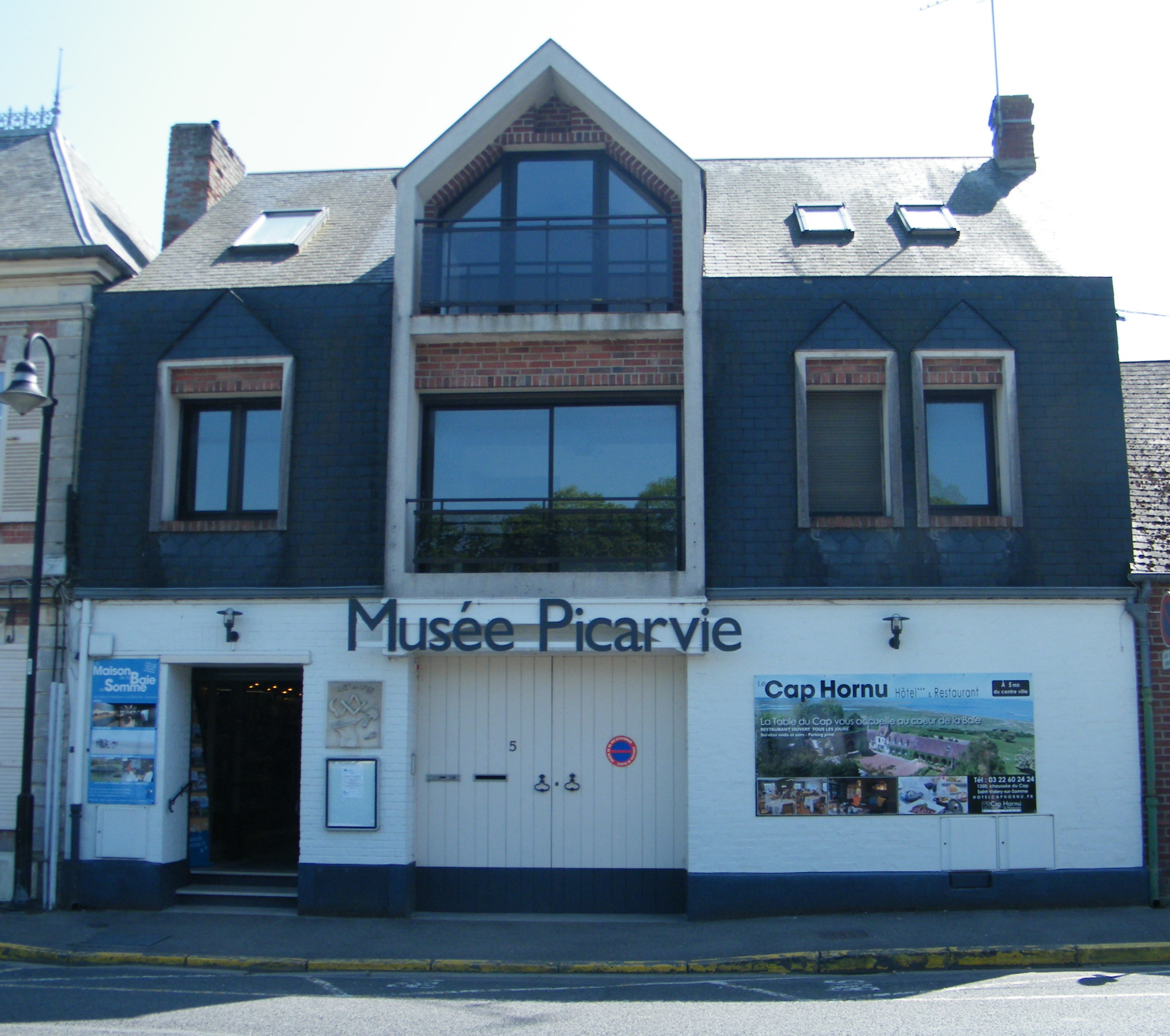
Museum Picarvie

Picarvie is een museum in de tot het departement Somme behorende stad Saint-Valery-sur-Somme.
Het museum ontstond einde jaren '80 van de 20e eeuw toen Paul Longuein, die al 30 jaar lang oude gereedschappen verzamelde, deze voor het publiek openstelde. De verzameling en het bijbehorende pand werd aangekocht door het departement.
In het museum is een 19e-eeuws Picardisch dorpje gereconstrueerd met een schooltje, winkeltjes en werkplaatsen. In de laatste zijn de ambachten uitgebeeld zoals die toen beoefend werden: de slotenmaker, de hoefsmid, de fabricage van lemen wanden, het turfsteken en het vlasbewerken worden getoond, evenals een boerderij met een ciderkelder, een veestal en een paardenstal, en een woninginterieur. Bij dit alles hoort een verzameling van ongeveer 6000 gereedschappen.